# Олсуфьев, Александр Дмитриевич
Александр Дмитриевич Олсуфьев (23 марта 1790 — 31 марта 1853) — участник войны 1812 года, камергер, почётный опекун. Старший брат В. Д. Олсуфьева, родоначальника графской ветви Олсуфьевых.

## Биография
Старший сын  статского советника Дмитрия Адамовича Олсуфьева (1769—1808) и Дарьи Александровны, урождённой де Лицыной (1761—1828), «воспитанницы» (внебрачной дочери) вице-канцлера князя A. M. Голицына.
Получил хорошее домашнее образование. С 1806 по 1812 год служил в Московском архиве Коллегии иностранных дел. В 1812 году был командирован в действующую армию под командование П. И. Багратиона в качестве дипломатического чиновника. Принимал участие в Смоленском и Бородинском сражениях. Вынес с поля боя смертельно раненого Багратиона.
В апреле 1813 года поступил штаб-ротмистром в Ахтырский гусарский полк, в составе которого участвовал во многих крупных сражениях: под Лейпцигом, Бриен-Лошато, Ларотьере, Монмирале, Краоне, Фер-Шампенаузе и других. Ахтырский гусарский полк, понесший большие потери в боях был переформирован. В апреле 1814 года Олсуфьев был переведён в Лейб-гвардии Конно-Егерский полк. В январе 1817 года уволился со службы в чине штабс-капитана из-за полученных ранений.
В 1818 году определился снова в Московский архив Коллегии иностранных дел с чином надворного советника и званием камергера. В ноябре 1833 года Олсуфьев был утверждён судьей Московского Совестного Суда и председателем комиссии для ревизии действий Московского дворянского депутатского собрания. 13 января 1839 года был назначен членом Московского попечительного совета заведений общества призрения, а в октябре 1841 года был утверждён в должности директора Московского попечительного о тюрьмах комитета. 29 июля 1848 года Олсуфьев был назначен почётным опекуном Московского опекунского собрания. 27 декабря 1852 года получил чин тайного советника и вышел в отставку.
Олсуфьев обладал очень большим состоянием. В Москве он жил в старом Голицынском доме на Девичьем поле, который унаследовал после смерти в 1842 году бездетной княгини Е. А. Долгоруковой (тетки по матери), ныне психиатрическая клиника им. С. С. Корсакова. Память о прежнем владельце сохранилась в названии Олсуфьевского переулка, лежащего около дома. Скончался от водяной болезни в марте 1853 года в Париже, похоронен на Ваганьковском кладбище в Москве.

## Награды
- Орден Святого Владимира 4-й степени с бантом (4 июня 1813)[5][6],
- Орден Святой Анны 2-й степени (20 января 1814)[5][7],
- Медаль «За взятие Парижа» (1814)[5]
- Знак отличия за XX лет беспорочной службы[5]
- Орден «Pour le Mérite» (13-18 октября 1814, королевство Пруссия)[5][8],

## Семья
Был дважды женат:

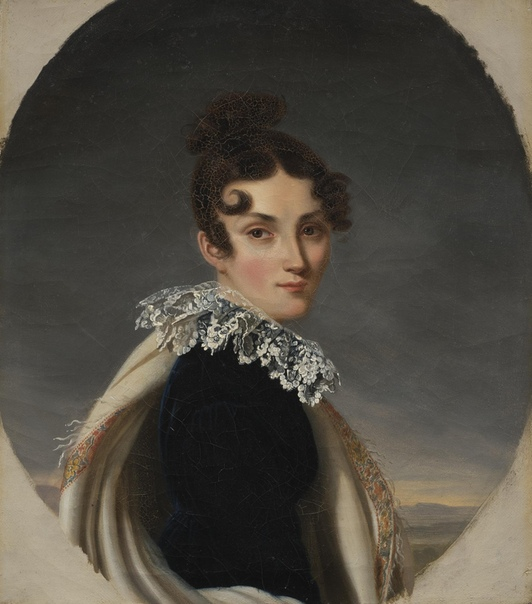
Мария Павловна, 1-я жена

1-я жена с 1816 года Мария Павловна Каверина (1798—26.05.1819), дочь сенатора и калужского губернатора Павла Никитича Каверина (1763—1853) и Анны Петровны Корсаковой (ум. 1808), побочной дочери Корсакова и воспитанницы Архаровых. По словам современницы, брак Олсуфьева с Кавериной сделал честь ему и его семье, и порадовал каждого бескорыстного человека. Мария Павловна была премилой особой, очень хороша собой, умна и прекрасно держала себя в обществе, очень мило играла на фортепьяно и участвовала в любительских концертах, но её положение было незавидным. Отец её был мотом и проиграл все своё состояние в карты, оставив дочерей без приданого. Ей и двум младшим сестрам её помогал богатый зять Малышев, муж старшей сестры. Все ею интересовались, но никому и в голову не приходило, чтобы ей удалось сделать прекрасную партию. Приехав в Москву, Олсуфьев влюбился в неё. Его мать одобрила выбор и не мешала ему жениться. Их брак, основанный на любви, а не на богатстве, был счастливым, но недолгим. Через три года Мария Павловна умерла от чахотки, от которой умерла её мать и сестра. Похоронена на кладбище Новодевичьего монастыря.
- Дарья (1818—1848), замужем за Андреем Михайловичем Миклашевским (1801—1895); их дочь Александра (1831—1929) замужем за своим двоюродным дядей графом А. В. Олсуфьевым.
- Павел (09.04.1819[11]—1844), друг и хранитель рукописей Лермонтова, с юных лет был болезненного телосложения, поэтому родители его с трудом дали согласие на брак с баронессой Екатериной Львовной Боде (1819—1867), дочерью барона Л. К. Боде. Свадьба была в 1843 году, а через год Олсуфьев умер от чахотки. Овдовев, вышла замуж (1850) за князя А. С. Вяземского (1806—1867).

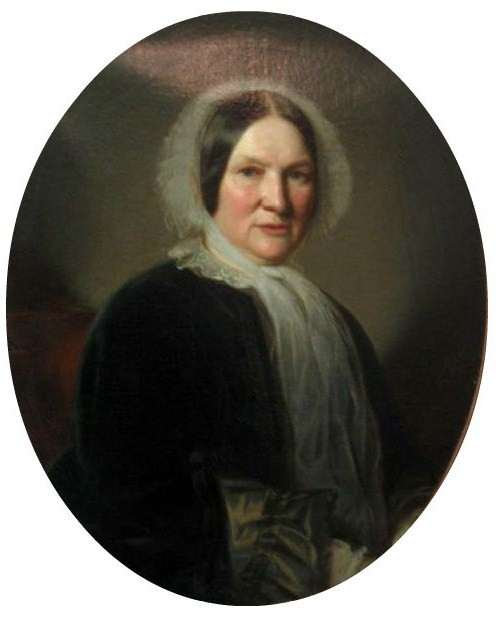
Мария Васильевна, 2-я жена

2-я жена с 16 апреля 1822 года Мария Васильевна де Бальмен (1791—1863), дочь генерал-майора Василия Сергеевича Нарышкина (1740—1800) и графини Анны Ивановны Воронцовой (1750—1807). В первом браке за генерал-майором графом Карлом Антоновичем де-Бальменом (1786—1812), умершим в Вильно от нервной горячки. Овдовев, Мария Васильевна несколько лет жила в Лондоне у своего двоюродного дяди, графа С. Р. Воронцова. Венчание с Олсуфьевым состоялось в деревянной церкви усадьбы Ершово. По отзывам современников, была женщиной чадолюбивой и воспитала детей мужа как родных.
- Михаил (1824—1832)
- Дмитрий (1826—1911), женат с 19 апреля 1854 года[12] на княжне Ольге Ростиславовне Долгоруковой (1835—1899), внучке князя А. А. Долгорукова. Супруги почти все время жили в Париже.
- Владимир (1829—1867)
- Софья Александровна (1830—1882), замужем за князем Алексеем Ивановичем Шаховским (1821—1900).
- Василий (1831—18.04.1883), коллежский секретарь, владелец усадьбы на Девичьем поле и хрустального завода в Рославльском уезде, от трёх жен имел 11 детей. Умер от паралича в Париже[13]. Его сын офицер и русский и мадагаскарский энтомолог Г. В. Олсуфьев.